# Cynanchum callialatum
Cynanchum callialatum là một loài thực vật có hoa trong họ La bố ma. Loài này được Buch.-Ham. ex Wight mô tả khoa học đầu tiên năm 1834.